# カム・アンド・ゲット・ユア・ラヴ
「カム・アンド・ゲット・ユア・ラヴ」（Come and Get Your Love）は、ネイティブ・アメリカンのロック・バンド、レッドボーンが1973年に発表した楽曲。翌1974年に大ヒットした（同年のビルボード年間チャート4位）。

## 概要
作詞作曲とリード・ボーカルはローリー・ヴァスケス・ヴェガス。1973年8月29日、シングルとして発表された。同年11月発表のアルバム『Wovoka』に収録されたバージョンは、スロー・テンポで歌いかけるイントロと繰り返されるコーダがある。
1974年4月13日から4月20日にかけてビルボード・Hot 100で2週連続5位を記録した。ゴールドディスクに認定され、1974年の年間チャートにおいて4位を記録した。
ドイツのユーロダンス・グループ、リアル・マッコイが1995年にカバー。彼らのバージョンはビルボードのホットダンス/クラブ・プレイ・チャートの1位を記録した。

## この曲を使用した作品
- B.B.クイーンズの「おどるポンポコリン」（1990年）はAメロの半分を本曲から引用している。
- シンディ・ローパーの「ガールズ・ジャスト・ワナ・ハヴ・ファン」のリメイク版「ヘイ・ナウ」（1994年）で、Aメロをコーラスに引用。
- 2014年のアメリカ映画『ガーディアンズ・オブ・ギャラクシー』の冒頭で本作品が使われている。その後、2019年の『アベンジャーズ/エンドゲーム』に於ける同シーンや2023年の『ガーディアンズ・オブ・ギャラクシー:VOLUME 3』のエンドロールでも用いられている。
- 2015年に配信開始されたNetflixシリーズ『FはFamilyのF』のオープニングに使われている。